# کنفرانس کیوسو
کنفرانس کیوسو (انگلیسی: The Kiyosu Conference) فیلمی در ژانر کمدی به کارگردانی کوکی میتانی است که در سال ۲۰۱۳ منتشر شد. این فیلم بر اساس واقعه تاریخی گردهمایی کیوسو و وقایع پس از مرگ اودا نوبوناگا در حادثه معبد هوننو بر سر تعیین جانشینی نوبوناگا ساخته شده‌است.

## بازیگران
- کوجی یاکوشو در نقش شیباتا کاتسوایه
- یو اوایزومی در نقش تویوتومی هیده‌یوشی
- فومیو کوهیناتا در نقش نیوا ناگاهیده
- کویچی ساتو در نقش ایکدا تسونه‌اوکی
- ساتوشی تسومابوکی در نقش اودا نوبوکاتسو
- تادانابو آسانو در نقش مائدا توشی‌ایه
- سوسومو تراجیما در نقش کورودا یوشیتاکا (کورودا کانبی)
- کنیچی ماتسویاما در نقش هوری هیده‌ماسا
- یوسوکه ایسه‌یا در نقش اودا نوبوکانه
- کیوکا سوزوکی در نقش اوایچی
- میکی ناکاتانی در نقش کودای این
- آیامه گوریکی در نقش ماتسوهیمه
- کیکو تودا در نقش اوماندوکورو
- توشی‌یوکی نیشیدا در نقش ساراشینا روکوبی
- دندن در نقش مائدا گنئی